# Soundframe

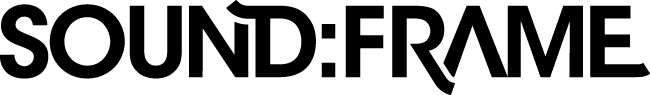
Soundframe-Logo

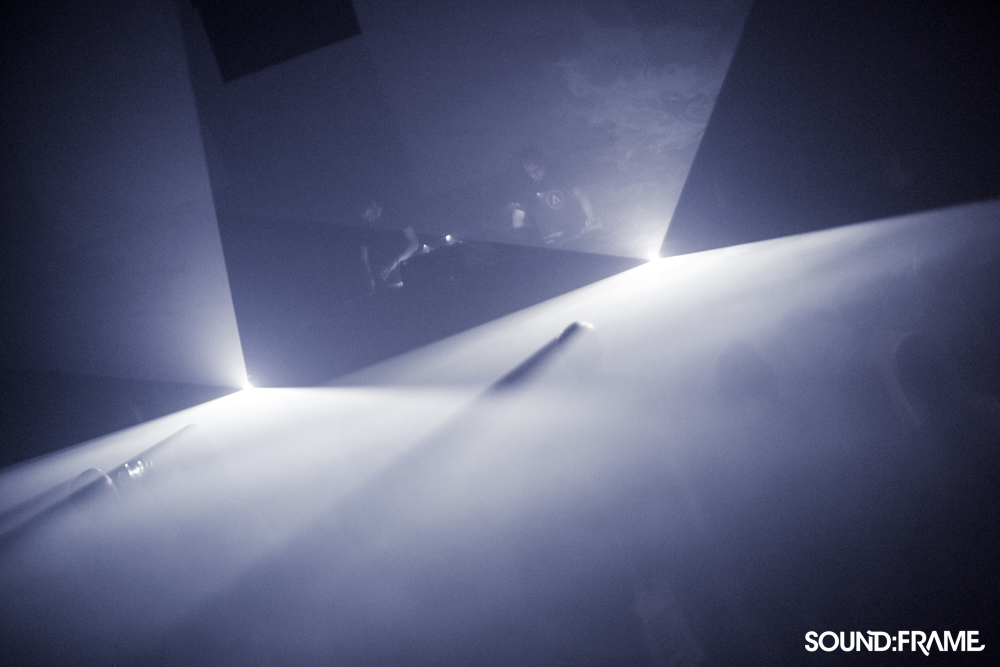
Soundframe2014 brut3

sound:frame bezeichnet ein jährlich stattfindendes audiovisuelles Festival in Wien (Österreich), eine Künstler- und Event-Agentur sowie ein internationales Netzwerk an audiovisuellen Künstlern, Musikern, Visualisten und Visual Jockeys. Das Festival wurde im Jahr 2007 von der Wiener Kunsthistorikerin Eva Fischer gegründet und wird seither jährlich von einem großen Team umgesetzt.

## Konzept
Das Festival setzt sich mit audiovisuellen Ausdrucksformen im Kunst- und Kulturkontext auseinander. Der Name steht für die gleichwertige Verbindung von Musik (sound = kleinster Teil von Musik) und bewegtem Bild (frame = Einzelbild).
Die Zusammenführung von Protagonisten aus den Bereichen Visualisierung, Musik, Medienkunst, Architektur und Design bilden das Fundament für die thematische Orientierung sound:frames. Das Festival umfasst verschiedene Formate wie Ausstellungen, Live-Performance-Programme und Events sowie ein Workshop-, Screening- und Conferencprogramm. Sowohl die Ausrichtung des Festivals als auch jene der Agentur spannen einen Bogen zwischen Kunst- und Unterhaltungsformaten. Der Fokus liegt dabei auf dem musealen und theoretischen Bereich sowie auf Performanceprogrammen im Club- und Theaterkontext.
Das Festival zählt in jedem Jahr zwischen 8000 und 13.000 Besuchern. Für das Genre Audiovisuelle Kunst nimmt sound:frame eine bedeutende internationale Rolle ein. Das Festival leistet seit 2007 wissenschaftliche Basisarbeit, die für das Genre sowohl im praktischen, diskursiven wie universitären Kontext von Bedeutung ist.

## sound:frame AV
Agency for contemporary curating in audovisual art & culture – sound:frame AV ist eine österreichische Agentur mit Fokus auf aktuelle internationale audiovisuelle und interdisziplinäre Kunst- und Kultur. Der Tätigkeitsbereich umfasst die inhaltliche Kuratierung sowie die organisatorische Realisation von internationalen Ausstellungen, Veranstaltungen und Diskursprogrammen.

## Initiatorin und künstlerische Leiterin
Eva Fischer lebt und arbeitet in Wien. Sie studierte Kunstgeschichte in Graz, Utrecht und Wien. In den Jahren von 2002 bis 2007 arbeitete sie in der Kunstvermittlung für die Neue Galerie Graz sowie für die Kunsthalle/MQ Wien. Seit 2006 ist sie als freie Kuratorin, Initiatorin und künstlerische Leiterin des Festivals in Wien und seit 2006 selbst als Visualistin tätig. Seit 2011 unterrichtet sie «Audiovisuelle Medien» an der Universität für Musik und darstellende Kunst Wien, seit 2014 unterrichtet sie im Fach «Experimentelle Medien» an der Fachhochschule St. Pölten.

## Ausstellungen
2007/8 «sound:frame» sound:frame Festival Ausstellung, Künstlerhaus k/haus, Wien
2009 «sound:frame:remix», ACFNY – ACFNY, New York City
2009 «Evolution Remixed!» sound:frame Festival Ausstellung, k/haus, Wien
2010 «dimensions» sound:frame Festival Ausstellung, Kunsthalle Project Space, quartier21/ MG, Galerie Kasulke, Wien
2011 «perFORMance» sound:frame Festival Ausstellung, Ottakringer Brauerei, Wien
2012 «substructions» sound:frame Festival Ausstellung, MAK, Wien
2012 «Against the specialist – Contemporary References to Arnold Schoenberg in Image and Sound», ACFNY, New York City
2013 «collective» sound:frame Festival Ausstellung, MAK, Wien
2013 «sound:frame collective», MediaArtLab / Manege, Moskau
2014 «a matter of...» sound:frame Festival Ausstellung, MAK, Wien
2015 «LIVE» sound:frame Festival live Ausstellung, MAK, Wien

## Events & live performances
2010 Mapping Festival, Genf
2010 EXPO, Shanghai
2011 Austria Davaj! Vernissage, Moskau
2011 Metropolis Late Night, MSO, Melbourne
2012 ROMA JAZZ FESTIVAL, Rom
2012 Donauinselfest EUTOPIA DJ/VJ stage, Wien
2013 Vienna Art Night, Moskau
2013 Donauinselfest EUTOPIA DJ/VJ stage, Wien
2014 Donauinselfest EUTOPIA DJ/VJ stage, Wien
2014 Salotto Vienna Opening, Triest
2014 philival, Wien
2015 Kulturhauptstadt Europas, Pilsen
2015 Modepalast, Wien

## Wissenschaftliche Arbeit & Publikationen
2008 – 2013 sound:frame Kataloge, Hg. Eva Fischer, Czernin Verlag (2008 und 2009) bzw. Eigenverlag, Wien, Österreich
2013 sound:frame. Vermittlung zwischen den Stühlen, Eva Fischer, eJournal «p-art-icipate» #3: GO PUBLIC! 2013", Universität Salzburg
2011 «VJs» oder «VisualistInnen»? Der Versuch einer Kategorisierung, Eva Fischer, in: Im Kontinuum der Bilder, Hg. D. Förster, L. Handel und A. Olbrisch, Köln
2014 Audiovisuelle Kunst. Entwicklung eines Begriffes – VJing, audiovisuelle Live Performance und Installation im Kontext kunsthistorischer und zeitgenössischer Entwicklungen, Eva Fischer, Akademikerverlag, Saarbrücken
2014 SOUND:FRAME – A MATTER OF ... – Festival for Audiovisual Expressions, sound:frame, Wien
2015 sound:frame – LIVE – Festival for Audiovisual Expressions, sound:frame, Wien

## Vorträge, Workshops
2009 Vienna Art Week, VJ Studio Visit Tour, Wien
2009 FH Joanneum, Vortrag «sound:frame Festivalorganisation», Graz
2009 MoTa Spring Festival, Vortrag «Audiovisual Tendencies», Ljubljana
2009 Moving sounds, ACFNY, Diskussion, New York
2010 – 2013 MUMOK, Visuals Workshop, Wien
2010 QUER Symposion, Talk & Panel Discussion, Wien
2011 Workshop ::: «Praxisworkshop zum Thema Festival und Förderungsmöglichkeiten», Universität für Musik und darstellende Kunst Wien
2012 «CODED CULTURES - Subcuratorship Beyond Media Arts», transmediale 2012, Haus der Kulturen der Welt, Berlin
2013 Kunstuniversität Linz, Institut für Web-Wissenschaften, Gastvortrag
2013 Uni Wien, Institut für Musikwissenschaften.«Visual Music», Gastvortrag
2013 «Design der Zukunft II», Panel Discussion, Duale Hochschule BW Ravensburg
2013 subnetTALK, Salzburg
2013 Universität Salzburg, «Arts Management & Cultural Production», Gastvortrag

## Awards
2010 Eva Fischer: Austria10, Österreicherin des Jahres – creative industries, die Presse
2010 thegap100, Die hundert Österreicher mit besonderer Zukunft
2010 sound:frame: Zukunftspreis der Stadt Wien, Stadt Wien/ News, TOP 5
2011 sound:frame: WKO: Merkur Publikumspreis